# Laumontyt
Laumontyt – minerał z gromady krzemianów, zaliczany do grupy zeolitów. Należy do grupy minerałów bardzo pospolitych i szeroko rozpowszechnionych.
Nazwa pochodzi od nazwiska francuskiego geologa i odkrywcy tego minerału F.N. Giletta de Laumonta.
Zazwyczaj tworzy kryształy o pokroju słupkowym, pręcikowym, igiełkowym. Występuje w skupieniach zbitych, ziemistych, pręcikowych, włóknistych, promienistych. Prawidłowe kryształy spotykane są w druzach i mają najczęściej poprzeczne prążkowanie. Jest kruchy i przezroczysty. Współwystępuje z chabazytem, kwarcem, prehnitem, heulandytem, kalcytem, apofyllitem, stilbitem.

## Właściwości
- Wzór chemiczny: Ca[Al2Si4O12] x 4 H2O – uwodniony glinokrzemian wapnia
- Układ krystalograficzny: jednoskośny
- Twardość: 3-4 w skali Mohsa
- Gęstość: 2,25-2,35 g/cm3
- Rysa: biała
- Barwa: śnieżnobiała, bezbarwny, szary, żółtawy, czerwonawy
- Przełam: nierówny
- Połysk: szklisty – na ścianach, perłowy na pow. łupliwości

- Łupliwość: wyraźna

## Występowanie
W druzach pegmatytów, w granitach, w pęcherzach pogazowych skał wulkanicznych. Spotykany także w żyłach rud.
Miejsca występowania: USA, Francja, Niemcy, Czechy, Włochy, Norwegia, Szwecja.
W Polsce bywa znajdowany na Dolnym Śląsku – okolice Opola, Strzegomia, w Kotlinie Kłodzkiej.

## Zastosowanie
- ma znaczenie naukowe (wskaźnik warunków i charakteru przeobrażeń skał).
- poszukiwany przez kolekcjonerow